# 멕시코 여자 축구 국가대표팀
멕시코 여자 축구 국가대표팀은 멕시코를 대표하는 여자 축구 대표팀으로 멕시코 축구 연맹에서 관리·운영한다. 세계 대회에서는 거의 이렇다할 성과를 거둔 적은 없지만 북중미 내의 대회에서는 그래도 나름 괜찮은 성과들을 내고 있는 팀이며 1970년 7월 6일 오스트리아와의 국제 경기 데뷔전에서 9-0 대승을 거두었고 35년 후인 2005년 5월 5일에 열린 온두라스전에서도 9-0의 대승을 거두며 이 경기들은 멕시코 여자 축구가 최다 점수차로 승리를 거둔 국제 경기로 남아 있다.

## 국제 대회 경력

### FIFA 여자 월드컵
여자 월드컵 본선에는 3번 출전하여 3번의 대회에서 통산 3무 6패라는 초라한 성적으로 조별리그 탈락의 쓴 잔을 마셨다. 그나마 2011년 대회에서 2무 1패로 대회 11위를 기록하며 조별리그 탈락 8팀 가운데 3번째로 가장 좋은 성적을 거두었다.

### CONCACAF W 챔피언십
11번의 CONCACAF W 챔피언십 본선 중 10번의 대회에 출전하여 1998년과 자국에서 열린 2011년 여자 월드컵 북중미 지역 예선을 겸한 2010년 대회에서 준우승을 차지하는 등 6번의 대회에서 4강 이상의 성과를 거두었다.

### 하계 올림픽
올림픽 축구 본선에는 2004년 대회에 유일하게 출전하여 이 대회에서 8강에 오르긴 했으나 이후의 올림픽 본선 기록은 전무하며 특히 2020년 대회 북중미카리브 지역 예선에서 4강에 머무르면서 통산 2번째 올림픽 본선 진출이 좌절됐다.

### 팬아메리칸 게임
팬아메리칸 게임에는 6번 출전하여 은메달 1개(1999년), 동메달 3개(2003년, 2011년, 2015년)를 획득하는 등 4번의 대회에서 메달을 수확했다.

### 중앙아메리카·카리브해 경기 대회
중앙아메리카·카리브해 경기 대회 2번의 대회에 참가하여 2번의 대회에서 모두 금메달을 획득하면서 멕시코 여자 축구 역사상 첫 국제 대회 우승의 기쁨을 맛보았다.

## 기타 국제 대회 경력
키프로스컵에는 3번 출전하여 2015년 대회에서 3위에 오르면서 마침내 세계 대회에서 역대 최고 성적을 기록했고 알가르브컵에도 3번 출전하여 2번의 대회에서 8위에 이름을 올렸다.

## 성적

### FIFA 여자 월드컵
- 1991년~1995년: 진출 실패
- 1999년: 조별 리그
- 2003년~2007년: 진출 실패
- 2011년: 조별 리그
- 2015년: 조별 리그
- 2019년~2023년: 진출 실패

### 올림픽 축구
- 1996년~2000년: 진출 실패
- 2004년: 8강
- 2008년~2024년: 진출 실패

### CONCACAF W 챔피언십
- 1991년: 조별 리그
- 1993년: 불참
- 1994년: 3위
- 1998년: 준우승
- 2000년: 조별 리그
- 2002년: 3위
- 2006년: 3위
- 2010년: 준우승
- 2014년: 3위
- 2018년: 조별 리그
- 2022년: 조별 리그

### 팬아메리칸 게임
- 1999년: 준우승
- 2003년: 3위
- 2007년: 4위
- 2011년: 3위
- 2015년: 3위
- 2019년: 5위

## 같이 보기
- 멕시코 축구 국가대표팀
- 리가 MX 페메닐